# Långtjärnen (Lits socken, Jämtland, 702307-146240)
Långtjärnen är en sjö i Östersunds kommun i Jämtland och ingår i Indalsälvens huvudavrinningsområde. Långtjärnen ligger i Blekbäcken-Stensundet Natura 2000-område.